# 대구 중구의 행정 구역

## 행정 구역
| \| 행정동 \| 한자 \| 면적 \| 세대 \| 인구 \| \| ------- \| ------- \| ---- \| ------ \| ------ \| \| 동인동 \| 東仁洞 \| 0.99 \| 5,284 \| 10,674 \| \| 삼덕동 \| 三德洞 \| 0.64 \| 2,564 \| 4,638 \| \| 성내1동 \| 城內1洞 \| 0.90 \| 2,471 \| 4,605 \| \| 성내2동 \| 城內2洞 \| 0.76 \| 2,872 \| 5,359 \| \| 성내3동 \| 城內3洞 \| 0.79 \| 2,123 \| 4,034 \| \| 대신동 \| 大新洞 \| 0.52 \| 2,201 \| 5,199 \| \| 남산1동 \| 南山1洞 \| 0.39 \| 2,169 \| 4,256 \| \| 남산2동 \| 南山2洞 \| 0.38 \| 2,314 \| 4,958 \| \| 남산3동 \| 南山3洞 \| 0.40 \| 2,295 \| 5,446 \| \| 남산4동 \| 南山4洞 \| 0.45 \| 5,702 \| 14,619 \| \| 대봉1동 \| 大鳳1洞 \| 0.59 \| 3,250 \| 7,702 \| \| 대봉2동 \| 大鳳2洞 \| 0.25 \| 1,991 \| 4,253 \| \| 중구 계 \| 中區 \| 7.06 \| 35,236 \| 75,743 \| |         |      |        |        |
| 행정동 | 한자    | 면적 | 세대   | 인구   |
| 동인동 | 東仁洞  | 0.99 | 5,284  | 10,674 |
| 삼덕동 | 三德洞  | 0.64 | 2,564  | 4,638  |
| 성내1동 | 城內1洞 | 0.90 | 2,471  | 4,605  |
| 성내2동 | 城內2洞 | 0.76 | 2,872  | 5,359  |
| 성내3동 | 城內3洞 | 0.79 | 2,123  | 4,034  |
| 대신동 | 大新洞  | 0.52 | 2,201  | 5,199  |
| 남산1동 | 南山1洞 | 0.39 | 2,169  | 4,256  |
| 남산2동 | 南山2洞 | 0.38 | 2,314  | 4,958  |
| 남산3동 | 南山3洞 | 0.40 | 2,295  | 5,446  |
| 남산4동 | 南山4洞 | 0.45 | 5,702  | 14,619 |
| 대봉1동 | 大鳳1洞 | 0.59 | 3,250  | 7,702  |
| 대봉2동 | 大鳳2洞 | 0.25 | 1,991  | 4,253  |
| 중구 계 | 中區    | 7.06 | 35,236 | 75,743 |

## 법정동
| 행정동  | 법정동 |
| ------- | --- |
| 동인동  | 동인동1가(東仁洞1街), 동인동2가(東仁洞2街), 동인동3가(東仁洞3街), 동인동4가(東仁洞4街) |
| 삼덕동  | 삼덕동1가(三德洞1街), 삼덕동2가(三德洞2街), 삼덕동3가(三德洞3街) |
| 성내1동 | 공평동(公平洞), 교동(校洞), 남일동(南一洞) (일부), 덕산동(德山洞) (일부), 동문동(東門洞), 동성로1가(東城路1街), 동성로2가(東城路2街), 동성로3가(東城路3街) (일부), 문화동(文化洞), 봉산동(鳳山洞), 북성로1가(北城路1街) (일부), 사일동(射一洞), 상덕동(尙德洞), 완전동(莞田洞), 용덕동(龍德洞), 태평로1가(太平路1街), 포정동(布政洞) (일부), 화전동(華田洞) |
| 성내2동 | 계산동1가(桂山洞1街), 계산동2가(桂山洞2街), 남성로(南城路), 남일동(南一洞) (일부), 대안동(大安洞), 덕산동(德山洞) (일부), 동산동(東山洞) (일부), 동성로3가(東城路3街) (일부), 동일동(東一洞), 북내동(北內洞), 북성로1가(北城路1街) (일부), 북성로2가(北城路2街), 상서동(上西洞), 서내동(西內洞), 서성로1가(西城路1街) (일부), 서성로2가(西城路2街), 수동(壽洞), 수창동(壽昌洞) (일부), 장관동(壯觀洞), 전동(前洞), 종로1가(鍾路1街), 종로2가(鍾路2街), 태평로2가(太平路2街), 태평로3가(太平路3街) (일부), 포정동(布政洞) (일부), 하서동(下西洞), 향촌동(香村洞) |
| 성내3동 | 달성동(達城洞), 도원동(桃園洞), 동산동(東山洞) (일부), 서문로2가(西門路2街), 서성로1가(西城路1街) (일부), 서야동(西也洞), 수창동(壽昌洞) (일부), 시장북로(市場北路) (일부), 인교동(仁橋洞), 태평로3가(太平路3街) (일부) |
| 대신동  | 대신동(大新洞), 시장북로(市場北路) (일부) |
| 남산1동 | 남산동(南山洞) |
| 남산2동 | 남산동(南山洞) |
| 남산3동 | 남산동(南山洞) |
| 남산4동 | 남산동(南山洞) |
| 대봉1동 | 대봉동(大鳳洞) |
| 대봉2동 | 대봉동(大鳳洞) |

## 연혁
- 1953년 4월 1일 경상북도 대구시 중부출장소(동인동1가 외 16개동), 종로출장소(덕산동 외 37개동)를 설치하였다.[1]
- 1963년 1월 1일 구제 실시로 중부·종로출장소 통합하여 중구로 승격하였다.[2] (53법정동)

| 법률 제1174호 대구시구설치에관한법률 | |
| 구 행정구역 (법정동) | 신 행정구역 |
| 대구시 동인동1가·동인동2가·동인동3가·동인동4가·삼덕동1가·삼덕동2가·삼덕동3가·봉산동·교동·태평로1가·용덕동·상덕동·완전동·동성로2가·동문동·문화동·공평동(중부출장소) | 대구시 중구 동인동1가·동인동2가·동인동3가·동인동4가·삼덕동1가·삼덕동2가·삼덕동3가·봉산동·교동·태평로1가·용덕동·상덕동·완전동·동성로2가·동문동·문화동·공평동 |
| 대구시 덕산동·상서동·하서동·남성로·수동·계산동1가·계산동2가·장관동·사일동·남일동·동일동·동성로1가·동성로3가·전동·종로1가·종로2가·북성로1가·북성로2가·서내동·북내동·대안동·포정동·서문로1가·서문로2가·서야동·인교동·동산동·시장북로·대신동·달성동·수창동·도원동·화전동·향촌동·태평로2가·서성로1가·서성로2가(종로출장소) | 대구시 중구 덕산동·상서동·하서동·남성로·수동·계산동1가·계산동2가·장관동·사일동·남일동·동일동·동성로1가·동성로3가·전동·종로1가·종로2가·북성로1가·북성로2가·서내동·북내동·대안동·포정동·서문로1가·서문로2가·서야동·인교동·동산동·시장북로·대신동·달성동·수창동·도원동·화전동·향촌동·태평로2가·서성로1가·서성로2가 |
- 1964년 7월 1일 북구 태평로3가를 중구에 편입하였다.[3] (54법정동)

| 법률 제1641호 대구시의구의관할구역변경에관한법률 |                       |
| 구 행정구역 (법정동)                             | 신 행정구역           |
| 대구시 북구 태평로3가                            | 대구시 중구 태평로3가 |
- 1965년 2월 1일 동 행정구역 개편을 시행하여 13행정동으로 통폐합하였다.[4]

13행정동 - 동인1·2가동, 동인3가동, 동인4가동, 삼덕1·2가동, 삼덕3가동, 봉산동, 동성동, 남성동, 종로동, 북성동, 서성동, 대신동, 달성동
- 1965년 2월 2일 달성공원 종합조성계획을 확정하였다.[5]
- 1970년 7월 1일 봉산동을 봉산1동, 봉산2동으로 분동하였다.[6] (14행정동)
- 1970년 5월 달성공원 종합문화관, 동물원 조성을 완료하고, 공원 내에 이상화 시비, 관풍루, 천도교 최제우 동상을 안치하였다.
- 1970년 10월 구 경상감영 자리에 중앙공원(현 경상감영공원)을 조성하였다.
- 1975년 10월 1일 봉산1동, 봉산2동을 다시 봉산동으로 합동하고, 대신동을 대신1동, 대신2동으로 분동하였다. 또 남성동 일부(상서동·수동·장관동)를 종로동에 편입함과 동시에 남구 남산1동 일부를 편입하여 법정동 동산동을 신설하였다.(14행정동, 55법정동)[7]
- 1980년 4월 1일 남구 남산동 전역, 대봉동과 대명동의 각 일부를 편입하고[8], 종로동을 말소하였다. 동시에, 남성동과 서성동간의 경계 역시 조정하였다.[9][10] (19행정동 57법정동)

| 대통령령 제9630호 서울특별시은평구등7개구설치및구관할구역조정에관한규정 |                    |
| 구 행정구역 (법정동)                                                    | 신 행정구역        |
| 남구 남산동/대명동 일부·대봉동 일부                                     | 중구 남산동·대봉동 |
| 대구시 조례 제1244호                    |                                         |
| 구 행정구역 (행정동)                    | 신 행정구역                             |
| 종로동 일부, 동성동                     | 동성동                                  |
| 남성동 일부, 서성동                     | 서성동                                  |
| 종로동 일부, 남성동 일부                | 남성동                                  |
| 종로동 일부, 북성동                     | 북성동                                  |
| 남구 남산1동, 남산2동, 대명4동, 대명6동 | 중구 남산1동, 남산2동, 남산3동, 남산4동 |
| 남구 대봉1동 일부, 대봉3동              | 중구 대봉1동, 대봉2동                   |
- 1981년 5월 16일 동인동2가 1번지(현 시청주차장)에서 동인동2가 78번지(현 국채보상운동기념공원)로 구청사를 이전하였다.[11]
- 1981년 7월 1일 대구직할시 중구로 승격하였다.[12]
- 1988년 5월 1일 자치구로 승격하였다.[13]
- 1991년 4월 15일 지방자치제 실시로 구의회를 개원하였다.
- 1995년 1월 1일 대구광역시 중구로 개칭하였다.
- 1998년 9월 14일 동인1·2가동, 동인4가동을 동인1·2·4가동으로, 삼덕1·2가동, 삼덕3가동을 삼덕동으로, 봉산동, 동성동을 성내1동으로, 남성동, 북성동을 성내2동으로, 서성동, 달성동을 성내3동으로, 대신1동, 대신2동을 대신동으로 각각 합동하였다. 동시에, 법정동에 맞춰져 있던 경계를 주요 도로망을 따라 직선화하였다.[14] (13행정동)
- 1999년 6월 1일 동인동2가 177-4번지로 구청사를 이전하였다.[15]
- 2011년 7월 4일 동인1·2·4가동, 동인3가동을 동인동으로 합동하였다.[16] (12행정동)